# Acanthoscelides trabuti
Acanthoscelides trabuti là một loài bọ cánh cứng trong họ Bruchidae. Loài này được Caillol miêu tả khoa học năm 1919.